# Округ Грудек Ягеллонский
О́круг Гру́дек Ягелло́нский (нем. Bezirk Gródek Jagielloński, Городокский уезд, пол. Powiat gródecki) — административная единица коронной земли Королевства Галиции и Лодомерии в составе Австро-Венгрии, существовавшая в 1867—1918 годах. Административный центр — Грудек-Ягеллонский (ныне Городок).
Площадь округа в 1879 году составляла 7,8839 квадратных миль (453,64 км2), а население 56 696 человек. Округ насчитывал 72 населённых пунктов, организованные в 57 кадастровых муниципалитета. На территории округа действовало 2 районных суда — в Грудеке и Янове.
После Первой мировой войны округ вместе со всей Галицией отошёл к Польше.